# WEEKLY NACK5
WEEKLY NACK5 (ウィークリーナックファイブ、通称「ウィークリー」) はFM NACK5で2003年4月から2013年3月25日まで月曜の朝5:00 - 6:00に放送していた情報バラエティ番組。

## 番組内容
- メッセージ紹介

月替わりのメッセージテーマを設定し、「ウィークリーファミリー」(リスナーの愛称) からメッセージを募る。ふつおたやバースデーメッセージも受け付けており、パーソナリティやスタッフの「まさる」のさじ加減でプレゼントを決める。2009年3月までは限定で遠近の写真 (とっちーポラ) もプレゼントされていた。
- エフエムナックファイブ番組審議委員会情報

第1週目に放送。前月に行われた番組審議委員会の情報。
- NACK5 今週のゲスト情報

月曜から日曜に登場するゲスト情報を告知。
- わきPインフォメーション

「わきP」は当番組のプロデューサーのこと。80年代のディスコ音楽とともに「NACK5からのお知らせ」「埼玉及び近都県のイベント」「スポーツ情報」を伝える。
- プロジェクトとっちー

主にスペシャルウィーク (聴取率調査週間) に放送。遠近がNACK5で放送されている番組にお邪魔し、番組のパーソナリティへのインタビューや、コラボCMを制作し放送する。
- POWER SHOP information

「NACK5 POWER SHOP」の店員に電話し、おすすめのCD・DVDを紹介してもらう。2008年度は『チャイム!』火曜日のコーナーだった。

## 歴代パーソナリティー
- 初代: 喜多村明子（2003年4月 - 2007年10月）
- 2代目: 良田麻美（2007年10月 - 2008年3月）
- 3代目: 遠近由美子（2008年4月 - 2012年3月）
- 4代目: 片桐八千代（2012年4月 - 2013年3月)